# 福井県道219号本保平野線
福井県道219号本保平野線（ふくいけんどう219ごう ほんぼひらのせん）は福井県小浜市内の国道と集落を結ぶ一般県道である。

## 路線概要
福井県嶺南の主要国道である国道27号と集落を繋ぐ役割を担う県道である。この辺りは北に国道162号が南に国道27号がそれぞれ走り、大まかな交通を支えている。しかしその間の地域は交通の便が悪く、市街地へ出向きにくいという問題がある。そのためこの県道219号のように国道27号から南北に走る複数の道が県道指定され、両国道を補完する役割を担っている。

### 路線データ
- 起点：福井県小浜市本保
- 終点：同市平野

## 通過する自治体
- 福井県
  - 小浜市 - 三方上中郡若狭町 - 小浜市

## 道路状況
集落が起点の県道としては珍しく全線片側一車線が確保された一般的な県道である。近くに駅や小学校があるため、利用も多く田舎の県道といった雰囲気のある道である。起点附近を除き歩道もほぼ整備されており、ハイキングで四季を楽しむ人の姿も見られる。交通量、道路整備の両面から見ても安心して通行できる県道である。ちなみに県道区間の先は若狭幹線林道となっており国道162号に繋がっている。

## 接続道路
- 国道27号（終点）
- 福井県道24号小浜上中線

## 沿線周辺
- 小浜市立宮川小学校（2019年3月末閉校）
- JR新平野駅